# فيرنر دبليو كلاب
فيرنر وارن كلاب (3 يونيو 1901- 15 يونيو 1972) كان أمين مكتبة وكاتب وموسوعي.
بدأ ككاتب صيفي في مكتبة الكونغرس في عام 1922، ارتقى كلاب إلى منصب كبير أمناء المكتبة المساعد وأمين مكتبة الكونغرس بالنيابة. في عام 1956، غادر المكتبة ليكون أول رئيس لمجلس موارد المكتبات. ساهم كلاب بهذه القدرات وغيرها بشكل كبير في التحديث الإداري والتكنولوجي لمكتبة الكونغرس وفي مجال المكتبات بشكل عام.
عرفه أقرانه باسم «السيد أمين المكتبة»، و«عملاق المكتبة» و«أمين مكتبة أمين المكتبة»، ومن بين الألقاب التكريمية الأخرى، «مكتبة دافنشي العالم». حصل كلاب طوال حياته المهنية المتنوعة على احترام مهني وشخصي هائل وعلى العديد من الأوسمة العليا والجوائز في مجال خدمات المكتبات. قال أمين مكتبة الكونغرس لورانس كوينسي مومفورد عن كلاب: «مساهماته في مكتبة الكونغرس وعالم المكتبات متنوعة للغاية ومتعددة لدرجة أن المرء يتعجب عند معرفة أن شخصًا واحدًا في حياته يمكنه تحقيق ذلك». قال أمين مكتبة جامعة برينستون، ويليام ديكس، عن كلاب، إنه «كان قريبًا من مركز كل تطور مهم تقريبًا في مجال المكتبات العلمية لمدة 30 عامًا على الأقل».
لم يتدرب كلاب رسميًا في مجال المكتبات، فقد حصل على درجة البكالوريوس من كلية ترينيتي، هارتفورد، كونيتيكت ودرس الفلسفة على مستوى الدراسات العليا في جامعة هارفارد. بدلًا من ذلك، استخدم عقلًا عمليًا وفضولًا شرهًا لحل المشكلات والتنسيق والحلول التكنولوجية. وتضمن تركيز كلاب وإنجازاته المهنية الحفاظ على المواد، والتعاون في المكتبات، والتكنولوجيا، بما في ذلك الميكروفيلم والحوسبة، وحقوق الطباعة والنشر، والاستخدام العادل، والفهرسة في النشر (سي آي بي)، والشبكات بين المكتبات والتعاون والوصول إلى المستخدمين. لعب كلاب أيضًا أدوارًا مهمة في الحفاظ على وثيقة إعلان الاستقلال والوثائق التأسيسية الأخرى خلال الحرب العالمية الثانية، ومقتنيات مكتبة ما بعد الحرب، وإنشاء كل من مكتبة الأمم المتحدة (مكتبة داغ همرشولد الآن) ومكتبة النظام الغذائي الوطني الياباني.

## بداية حياته
ولد كلاب في جوهانسبرغ، جنوب أفريقيا («ترانسفال» في حينها) لأم إنجليزية، ماري سيبيل هيلمز كلاب، وأب أمريكي، جورج هربرت كلاب. ولدت ماري هيلمز، ابنة مهندس التعدين الدنماركي لودفيغ فيرنر هيلمز، في ساراواك في بورنيو وتعلمت في أوروبا وانتقلت إلى ترانسفال للعمل في مكتب محاماة وحينها قابلت جورج كلاب، رجل أعمال أمريكي من دوفر، نيو هامبشاير، كان في جوهانسبرغ بهدف بيع الدراجات. تزوجا في عام 1898. عملت ماري كلاب كممرضة في الجيش البريطاني خلال حرب البوير الثانية.
في عام 1905، انتقلت العائلة إلى الولايات المتحدة، واستقرت في بوكيبسي، نيويورك، حيث كان شقيق جورج كلاب يدير متجرًا للأدوية. قام كلاب ووالده برحلات طويلة عبر الريف وسبحا في نهر هدسون، مما جعل كلاب شغوفًا مدى الحياة بالمشي السريع والمشي لفترات طويلة وبالنزهات في الهواء الطلق. نسب كلاب الفضل في حبه للآلات والعمليات الميكانيكية إلى ورشة سباكة على الجانب الآخر من منزله، حيث كان عمال السباكة يستمتعون بأسئلته وفضوله. كان كلاب طوال طفولته قارئًا متعطشًا، حيث قال، «أنهيت معظم كتب ديكنز، وسكوت في الوقت الذي كنت فيه في الرابعة عشرة»، وكذلك هيرودوت، الذي منحته له والدته في عيد ميلاده الرابع عشر والذي قرأه لاحقًا باللغة اليونانية.
التحق كلاب من مدرسة بوغكيبسي الثانوية بجامعة ترينيتي، وتخرج مع درجة البكالوريوس في عام 1922. كان كلاب كابتن فريق الجري في جامعة ترينيتي، وعضوًا في أخوية سيجما نو، وانضم إلى فيلق تدريب جيش الطلاب في عام 1918وتم تجنيده في فاي بيتا كابا في عام 1921. في عام 1922، التحق بجامعة هارفارد لدراسة الفلسفة على مستوى الدراسات العليا، حيث درس على يد برتراند راسل. بالإضافة إلى ذلك، قام بتدقيق مناهج أدبية لجون ليفينغستون لويز وإيرفينغ بابيت، «الذين» قال كلاب، «أفترض أنني مدين لهم بالفضل أكثر مما أعلم. بالطبع هناك أيضًا تي إس إليوت- وآخرون كثيرون».

## مسيرته المهنية في مكتبة الكونغرس
وصف أحد كتاب سير الحياة فترة عمل كلاب في مكتبة الكونغرس التي استمرت 33 عامًا بأنها «مسيرة مهنية ذات تنوع وعمق هائلين، وهي مسيرة من غير المحتمل أن تجد مقابلًا لها في عصر التخصص الحالي». تزامن هذا الارتفاع في درجة «التخصص» مع التغيير التكنولوجي الهائل، مما جعل دخول كلاب إلى مجال المكتبات مفيدًا، على الرغم من أنه غير مقصود. سخر كلاب من الفروق في المجال بين «أمين المكتبة كمسؤول عن الكتب وأمين المكتبة كمسترد للمعلومات»، وذلك عندما سأله عنه أحد المحاورين في عام 1965، واصفًا إياه بأنه: «مجرد هراء». تلقى كلاب تعليمه في الفنون الليبرالية والفلسفة، مفتونًا بالكتب والأدوات والتكنولوجيا والأفكار - وغير مدرب في مجال المكتبات، وكانت مساهمته فيما أسماه «الذاكرة المهنية» هائلة، والتي يشهد عليها أقرانه مرارًا وتكرارًا، مثل ذكره في قاموس سيرة المكتبة الأمريكية كما يلي: «كانت اهتماماته واسعة جدًا ومعرفته واسعة جدًا لدرجة أن المرء يشعر بالحيرة عند محاولة تسليط الضوء على إنجازاته». في الحين الذي كان يشجع فيه الآخرين على دراسة أمانة المكتبات، كانت وجهة نظره الشاملة عن المجال بأنه مجال إنساني وليس فقط مسعى مهني هي التي جعلت مسيرته المهنية المتنوعة والمستحسنة تبدأ، حرفيًا، في مكتب المراجع في غرفة القراءة الرئيسية لمكتبة الكونغرس. وصف كلاب رؤيته للمكتبات، في تدشين عام 1956 للمكتبة الوطنية في كندا، وكذلك، هدفه المهني قائلًا: «المكتبات هي مستودعات لتقاليد الإنسان، وهكذا، بطريقة ما، فهي روحه الجماعية».

### التدريب الصيفي وبداية مسيرته المهنية
خلال صيف عام 1922، انضم كلاب إلى والديه، الذين انتقلا إلى واشنطن العاصمة، ووجد عملًا مؤقتًا في مكتبة الكونغرس كمفهرس في قسم المخطوطات. هناك، عمل كلاب مكان مفهرس آخر، يقول كلاب عنه، «غالبًا قدم في عام واحد أقل إلى حد ما من ثلث ما قدمته في ذلك الصيف». فهرس كلاب المجموعات المتعلقة بالثورة الأمريكية والحرب الأهلية وأوراق ريفيردي جونسون، وقال إن «خطها البغيض» كان أسوأ من خط هوراس غريلي، الذي كان سيئًا بشكل ملحوظ».
في العام التالي، عاد كلاب إلى مكتبة الكونغرس بعد أن خيبت دراسة الفلسفة في هارفارد أمله، ويقول «وفكرت في حينها أنني سأدرس سنة هناك قبل أن أستقر على مهنة». عمل كلاب كأمين مكتبة مرجعي مساعد في غرفة القراءة الرئيسية، وقال: «لقد حرروني وبدأت في استكشاف هذه المؤسسة الاستثنائية التي وقعت فيها». استحضر كلاب فضوله الفطري للتعرف على المكتبة، حيث قال «لم يكن لدي أي مؤهلات للوظيفة على الإطلاق باستثناء درجة البكالوريوس البسيطة ولم يكن لدي أي خبرة في العمل بالمكتبة باستثناء عملي خلال الصيف. في «الأمسيات البطيئة»، كان كلاب يبحث عن كبير المفهرسين وأمين المكتبة الشهير، تشارلز مارتل (منشئ نظام تصنيف مكتبة الكونغرس)، يقول: «ثم أتحدث معه حول فهرسة المشكلات لمدة ساعة قبل العودة إلى العمل». من هناك انغمس كلاب في مجال المكتبات، وتأثر بشكل كبير بأمين مكتبة الكونغرس هربرت بوتنام، الذي اجتهد كلاب في قراءة تقاريره إلى الكونغرس، وتشارلز سي جويت، أمين مكتبة سميثسونيان، وجون شو بيلينغز، منشئ مكتبة مكتب الجراح العام، وهاري ميلر ليدنبرغ من مكتبة نيويورك، وملفيل ديوي.